# Flaga Samoa
Flaga Samoa – przedstawia Krzyż Południa – ogólnie przyjęty symbol Oceanii. Poszczególne barwy symbolizują:
- Czerwień – odwagę
- Błękit – wolność
- Biel – czystość

Została uchwalona 26 kwietnia 1949 roku. Proporcje 1:2.

## Historyczne warianty flagi

Flaga królestwa Samoa w latach 1858–1873
Flaga królestwa Samoa w latach 1875–1886 oraz 1889–1900
Flaga królestwa Samoa w latach 1886–1887
Flaga królestwa Samoa w latach 1887–1889
Proponowana flaga niemieckiego Samoa
Flaga Samoa Zachodniego w latach 1920–1948
Flaga Samoa Zachodniego w latach 1948–1949